# Espronceda (Navarra)
Espronceda (baskisch Esprontzeda) ist ein nordspanisches Dorf und eine Gemeinde (municipio) mit 108 Einwohnern (Stand: 2024) im Süden der Autonomen Gemeinschaft Navarra. 

## Lage und Klima
Espronceda liegt gut 56 km (Fahrtstrecke) südwestlich von Pamplona bzw. ca. 22 km nordöstlich von Logroño in einer Höhe von ca. 535 m am Linares. Das Klima ist gemäßigt bis warm; Regen (ca. 604 mm/Jahr) fällt überwiegend im Winterhalbjahr.

## Bevölkerungsentwicklung
| Jahr      | 1970 | 1981 | 1991 | 2001 | 2011 | 2021 |
| Einwohner | 296  | 232  | 194  | 167  | 130  | 103  |

## Sehenswürdigkeiten
- Vinzenzkirche
- Marienkapelle

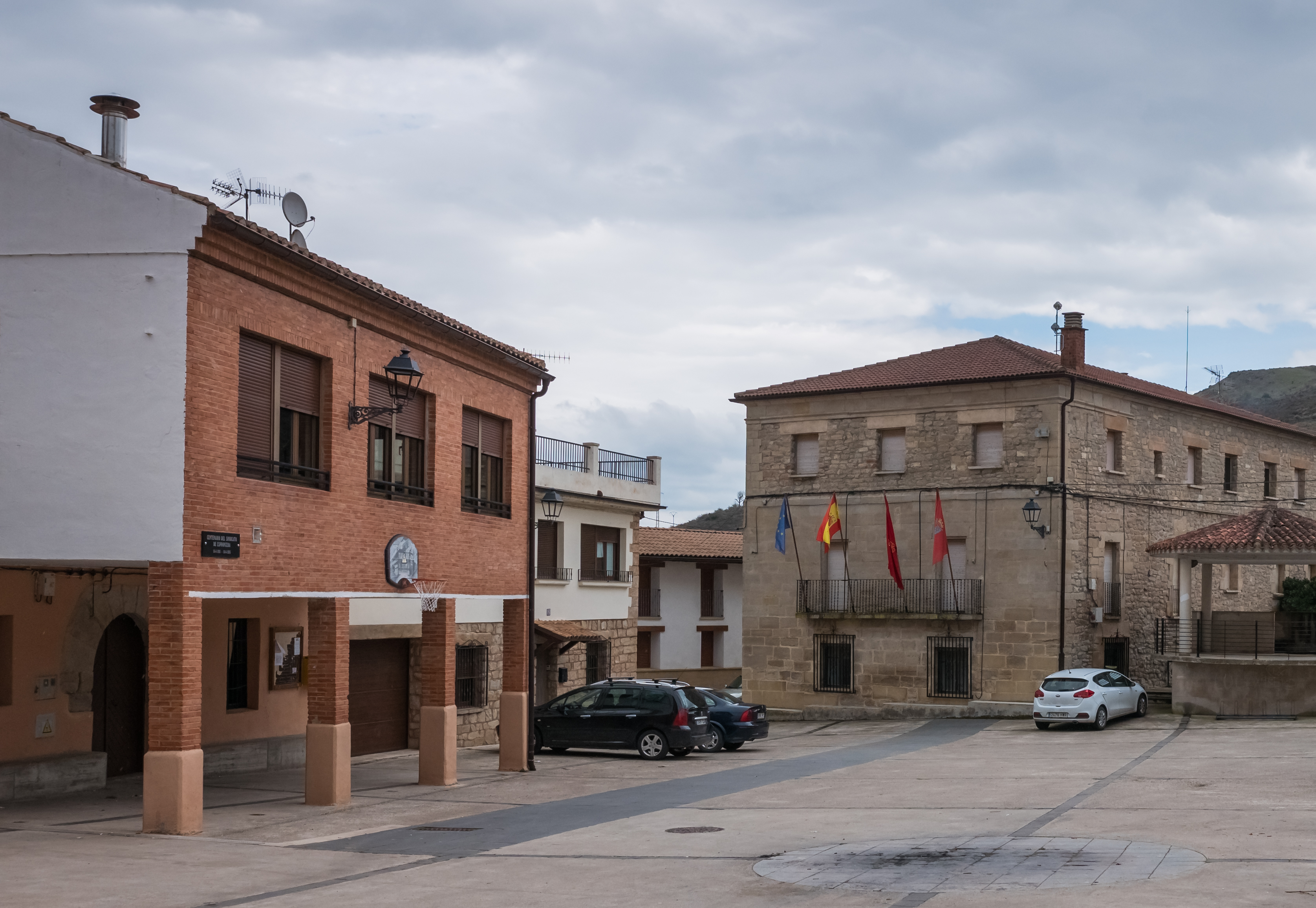
Platz mit Rathaus

## Persönlichkeiten
- Juan Cruz Ruiz de Cabañas (1752–1824), Bischof von Nicaragua und Guadalajara